# Madison Chock
Madison La'akea Te-Lan Hall Chock (Redondo Beach, Califórnia, 2 de julho de 1992) é uma patinadora artística americana. Chock compete na dança no gelo. Com Evan Bates, ela foi vice-campeã mundial, e foi campeã do Campeonato dos Quatro Continentes e do campeonato nacional americano.

## Principais resultados

### Com Evan Bates
| Jogos Olímpicos |                   |                   | 8.ª               |                  |                   |                   | 9.ª               |                  |  |  |  |  |
| Campeonato Mundial |                   | 7.ª               | 5.ª               | Medalha de prata | Medalha de bronze | 8.ª               | 5.ª               |                  |  |  |  |  |
| Campeonato dos Quatro Continentes |                   | Medalha de bronze |                   | Medalha de prata | Medalha de prata  | Medalha de bronze |                   | Medalha de ouro  |  |  |  |  |
| GP Grand Prix Final |                   |                   |                   | Medalha de prata | Medalha de prata  | 6.ª               | 5.ª               |                  |  |  |  |  |
| GP Cup of China |                   | 4.ª               | Medalha de bronze |                  | Medalha de prata  |                   | Medalha de prata  |                  |  |  |  |  |
| GP Grand Prix de Helsinque |                   |                   |                   |                  |                   |                   |                   | WD               |  |  |  |  |
| GP Internationaux de France | 5.ª               |                   |                   |                  |                   |                   | Medalha de prata  |                  |  |  |  |  |
| GP Rostelecom Cup |                   |                   | Medalha de bronze | Medalha de ouro  |                   | Medalha de prata  |                   | WD               |  |  |  |  |
| GP Skate America |                   |                   |                   | Medalha de ouro  | Medalha de ouro   |                   |                   |                  |  |  |  |  |
| GP Skate Canada International | 4.ª               |                   |                   |                  |                   | Medalha de prata  |                   |                  |  |  |  |  |
| CS Nebelhorn Trophy |                   |                   |                   | Medalha de prata | Medalha de ouro   | Medalha de prata  |                   |                  |  |  |  |  |
| CS Ondrej Nepela Memorial |                   |                   |                   |                  |                   | Medalha de prata  |                   |                  |  |  |  |  |
| Finlandia Trophy | Medalha de bronze |                   | Medalha de prata  |                  |                   |                   |                   |                  |  |  |  |  |
| Mentor Toruń Cup |                   |                   |                   |                  |                   |                   |                   | Medalha de ouro  |  |  |  |  |
| Nebelhorn Trophy |                   | Medalha de ouro   |                   |                  |                   |                   |                   |                  |  |  |  |  |
| U.S. International Figure Skating Classic |                   | 4.ª               |                   |                  |                   |                   |                   |                  |  |  |  |  |
| Nacional |                   |                   |                   |                  |                   |                   |                   |                  |  |  |  |  |
| Campeonato dos Estados Unidos | 5.ª               | Medalha de prata  | Medalha de prata  | Medalha de ouro  | Medalha de prata  | Medalha de prata  | Medalha de bronze | Medalha de prata |  |  |  |  |
| Equipes |                   |                   |                   |                  |                   |                   |                   |                  |  |  |  |  |
| Troféu Mundial por Equipes |                   | 1T/1P             |                   | 1T/3P            |                   | 3T/2P             |                   |                  |  |  |  |  |
| |                   |                   |                   |                  |                   |                   |                   |                  |  |  |  |  |
| Legenda: GP = Grand Prix; CS = Challenger Series; T = Posição da equipe; P = Posição individual; Competição não foi disputada nesta temporada; Competição não fez parte do GP/CS; Competição fez parte do GP/CS |                   |                   |                   |                  |                   |                   |                   |                  |  |  |  |  |

### Com Greg Zuerlein
| Campeonato Mundial                                                                              |     |                   |                 |     | 9.ª               |  |  |  |  |  |  |  |
| Campeonato dos Quatro Continentes                                                               |     |                   |                 | 5.ª | 5.ª               |  |  |  |  |  |  |  |
| GP Cup of China                                                                                 |     |                   |                 | 8.ª |                   |  |  |  |  |  |  |  |
| GP Skate America                                                                                |     |                   |                 | 6.ª |                   |  |  |  |  |  |  |  |
| GP Skate Canada International                                                                   |     |                   |                 |     | Medalha de bronze |  |  |  |  |  |  |  |
| GP Trophée Éric Bompard                                                                         |     |                   |                 |     | Medalha de bronze |  |  |  |  |  |  |  |
| Internacional – Júnior                                                                          |     |                   |                 |     |                   |  |  |  |  |  |  |  |
| Campeonato Mundial Júnior                                                                       |     |                   | Medalha de ouro |     |                   |  |  |  |  |  |  |  |
| JGP JGP Final                                                                                   |     | 5.ª               | Medalha de ouro |     |                   |  |  |  |  |  |  |  |
| JGP JGP Alemanha                                                                                |     | Medalha de bronze |                 |     |                   |  |  |  |  |  |  |  |
| JGP JGP Estônia                                                                                 |     | Medalha de ouro   |                 |     |                   |  |  |  |  |  |  |  |
| JGP JGP Itália                                                                                  |     |                   | Medalha de ouro |     |                   |  |  |  |  |  |  |  |
| JGP JGP Reino Unido                                                                             |     |                   | Medalha de ouro |     |                   |  |  |  |  |  |  |  |
| Nacional                                                                                        |     |                   |                 |     |                   |  |  |  |  |  |  |  |
| Campeonato dos Estados Unidos                                                                   |     |                   |                 | 5.ª | Medalha de bronze |  |  |  |  |  |  |  |
| Camp. dos Estados Unidos – Júnior                                                               |     | Medalha de bronze | Medalha de ouro |     |                   |  |  |  |  |  |  |  |
| Camp. dos Estados Unidos – Noviço                                                               | 5.ª |                   |                 |     |                   |  |  |  |  |  |  |  |
|                                                                                                 |     |                   |                 |     |                   |  |  |  |  |  |  |  |
| Legenda: GP = Grand Prix; JGP = Grand Prix Júnior; Competição não foi disputada nesta temporada |     |                   |                 |     |                   |  |  |  |  |  |  |  |